# Chiusano di San Domenico
Chiusano di San Domenico ist eine italienische Gemeinde mit 2073 Einwohnern (Stand 31. Dezember 2023) in der Provinz Avellino in der Region Kampanien. Der Ort ist Teil der Bergkommune Comunità Montana Terminio Cervialto.

## Geografie
Die Nachbargemeinden sind Castelvetere sul Calore, Lapio, Parolise, Salza Irpina, San Mango sul Calore und Volturara Irpina.

## Söhne und Töchter der Stadt
- Fernando De Napoli (* 1964), Fußballspieler